# Glámsauga
Glámsauga är en bergstopp i republiken Island. Den ligger i regionen Austurland, 400 km öster om huvudstaden Reykjavík. Toppen på Glámsauga är 648 meter över havet.
Runt Glámsauga är det mycket glesbefolkat, med 3 invånare per kvadratkilometer. Närmaste större samhälle är Neskaupstaður, omkring 12 kilometer nordost om Glámsauga. Trakten runt Glámsauga består i huvudsak av gräsmarker.